# 冼杞然
冼杞然（英語：Stephen Shin Kei Yin，1950年—），香港電影導演，曾執導《西楚霸王》、《三人世界》、《黑貓》等電影。其胞弟冼杞烈為沙田基督教香港信義會禾輋信義學校前校長、其子冼基樺現為嶺南大學文化研究系助理教授。冼杞然曾時是香港浸會大學電影學院的客席講師。

## 背景
冼杞然在澳門出生，七歲隨家人移居香港島灣仔。早年就讀慈幼學校（1963年小六），1968年畢業於慈幼英文學校中五年級，是一名理科生。在校時既會於小學階段為同學繪畫連環圖賺錢，又會參與中學足球活動。冼其後修讀香港浸會書院生物系文憑，曾在校內旁聽鍾景輝的戲劇課。又因參與了學校的戲劇《秦漢史》的演出而得到機會跟隨鍾景輝學習，並獲對方推薦為無綫電視創作劇本。因此在1970年創作了其首部作品《積善之家》，是「電視劇場」系列的劇集。亦是無綫電視由黑白畫面轉為彩色畫面播放的第一個節目。他後來於一年級，即1971年轉校至香港中文大學修讀社會科學，期間曾當上崇基學院學生會劇社的主席，於1975年畢業。1975年畢業後，他加入無綫電視任職導演和編劇四年，與時任創作主任吳昊合作。1977年被周梁淑怡安排在佳藝電視任職相關創作崗位，但他由始至終無意跳槽。唯有跟隨大隊而行。其於1978年正式留在佳視的時間實則上只有兩個月，月內籌備過一個未能如期推出的節目《孖寶雙驕》。1979年執導了第一齣電影《冤家》，而且轉投邵氏電影製片廠、長城電影製片等公司任職編導及監製。
及後，冼於1980年代初與友人合組「天龍影業」，於1982年完成電影《薄荷咖啡》的拍攝便應妻子想他尋找穩定工作的要求，於1984年加入香港電台，負責幕後播音與行政項目。1986年轉職香港電台電視部，當過節目編導及文化節目監製，再基於未能由節目主任晉升為高級節目主任，加上不想用假名執導電影（需向香港電台申請才可外出拍攝電影）而離職，復出導演電影。他於該段時期協助成立香港電影文化中心以讓有志入行的人士可以修讀與電視及電影相關的課程，1985年應岑建勳加入德寶電影公司，1987年代替岑氏出任執行董事並主理電影製作至公司結業。此外也與《電影雙周刊》合作籌備香港電影金像獎項目。冼杞然於1993年與加拿大電影公司合作拍攝《Young Offender》。1994年執導鞏俐主演的《西楚霸王》。1998年由於朋友失蹤，以致欠下2000萬元債項。至2006年才能償還所有債務。其後開始執導福音電影，如2002年拍攝的《源來是愛》。該齣電影的創作念頭來自欠債事件；教友兼前香港電台唱片騎師麥之華與演員喬宏找來冼幫忙執電影筒宣揚福音。
他重新執導電影前因被以為懂得處理百貨零售業務（莊勝集團的人認為他籌劃過煙花項目，所以應該懂得應付百貨零售業務）而獲邀請到北京為 SOGO 莊勝崇光百貸公司審視業務發展，主理企業形象及業務開發，由1995年進入董事局至2008年退下火線為止。同期於香港浸會大學電影學院擔任客席講師，至2016年放下教鞭。2010年代起出任銀都機構出任營運總裁，並在2017年至2019年獲政府委任為香港電影發展局委員。

## 導演作品
電視劇集
- 1977年：殺手·神槍·蝴蝶夢（無綫電視）
- 1977年：大亨（編導；無綫電視）
- 1978年：名流情史（佳藝電視）
- 1978年：人海奇譚（無綫電視）

電影
- 1979年：冤家
- 1980年：情劫
- 1982年：薄荷咖啡
- 1986年：兄弟
- 1987年：通天大盗
- 1988年：三人世界
- 1988年：又見冤家
- 1989年：富貴再三逼人
- 1989年：相見好
- 1990年：BB30
- 1990年：一咬OK
- 1990年：三人新世界
- 1991年：富貴吉祥
- 1991年：黑貓
- 1991年：暴風少年
- 1992年：黑猫2
- 1992年：三人故事
- 1992年：三人做世界
- 1994年：西楚霸王
- 2003年：源來是愛
- 2016年：終極勝利
- 2016年：被遺忘的濰縣集中營（紀錄片）

舞台劇
- 2018年：摯愛[28]

## 監製作品
香港電台
- 1984年：電光幻彩[29]

電影
- 1979年：冤家
- 1982年：薄荷咖啡
- 1988年：血夜天使
- 1988年：雙肥臨門
- 1988年：嘩鬼學校
- 1988年：三人世界
- 1988年：特警屠龍
- 1988年：皇家師姐III雌雄大盜
- 1989年：皇家師姐IV直擊證人
- 1989年：發達先生
- 1989年：猛鬼撞鬼
- 1989年：相見好
- 1989年：花心三劍俠
- 1989年：富貴再三逼人
- 1989年：單身貴族
- 1990年：三人新世界
- 1990年：BB 30
- 1990年：一咬OK
- 1990年：洗黑錢
- 1990年：皇家師姐之中間人
- 1991年：老表，你好野!
- 1991年：拳王
- 1991年：契媽唔易做
- 1991年：地下兵工廠
- 1991年：富貴吉祥
- 1991年：黑雪
- 1991年：海狼
- 1991年：冷面狙擊手
- 1991年：黑貓
- 1992年：俠女傳奇
- 1992年：三人做世界
- 1992年：飛虎精英之人間有情
- 1992年：阿二一族
- 1992年：黑貓II 刺殺葉利欽
- 1993年：武狀元鐵橋三
- 1993年：的士判官
- 1993年：白蓮邪神
- 1994年：壯士斷臂
- 1995年：搶閘媽咪
- 2001年：與查理斯午餐
- 2003年：源來是愛
- 2015年：刺客聶隱娘
- 2015年：海上絲路

## 編劇作品
無綫電視
- 1970年：積善之家（1970年創作劇本，1973年由無綫電視拍成電視劇集）
- 1975年：溫拿狂想曲（綜藝節目）[16]
- 1976年：黃飛鴻（劇集）
- 1976年：逼上梁山（劇集）
- 1976年：相依為命（劇集）[16]
- 1977年：殺手·神槍·蝴蝶夢（劇集）
- 1978年：人海奇譚（劇集）[16]
- 1978年：大亨（劇集）[16]

香港電台
- 1983年：香港‧香港（編導）[30]

電影
- 1982年：薄荷咖啡
- 1986年：兄弟
- 1988年：又見冤家
- 1989年：相見好
- 1992年：三人做世界
- 1994年：西楚霸王
- 2003年：源來是愛

## 演出
- 1980年：第一類型危險
- 1980年：夜車

## 其他
- 1988年：郁達夫傳奇（策劃）
- 1991年：契媽唔易做（出品人）

## 舞台劇製作
- 1970年代：日出日落
- 1970年代：尋
- 2005年：鄭和與成祖
- 2007年：笑傲江湖
- 2007年：望‧新家
- 2008年：燃燒國度201
- 2018年：摯愛

## 節目嘉賓
- 2016年：今日VIP

## 著作
- 2021年：《戲夢傳奇 蓋鳴暉情繫藝壇三十年》

## 外部連結
- 冼杞然在互联网电影资料库（IMDb）上的資料（英文）（英文）
- 在AllMovie上冼杞然的頁面（英文）
- 冼杞然在香港影庫上的簡介
- 冼杞然在时光网上的簡介（简体中文）
- 冼杞然，你太驕傲了！[永久] 香港號角月報 2003年7月